# Bruxner Highway
 (janvier 2025).
Si vous disposez d'ouvrages ou d'articles de référence ou si vous connaissez des sites web de qualité traitant du thème abordé ici, merci de compléter l'article en donnant les références utiles à sa vérifiabilité et en les liant à la section « Notes et références ».

La Bruxner Highway au nord de la Nouvelle-Galles du Sud.

La Bruxner Highway est l'une des routes les moins bien connues de l'État de Nouvelle-Galles du Sud, en Australie. Longue de 413 km, elle forme une liaison est-ouest le long de la frontière avec le Queensland partant de la côte Nord, elle traverse ensuite les plateaux de la Nouvelle-Angleterre. Elle porte le nom de Michael Bruxner, député du district des Northern Tablelands et de Tenterfield de 1920 à 1962, chef du Country Party de Nouvelle-Galles du Sud pendant la quasi-totalité de cette période et vice-première ministre et ministre des Transports de 1932 à 1941. 
La Bruxner Highway commence à sa jonction avec la Pacific Highway à Ballina et relie les villes de Lismore, Casino, Drake, Tenterfield Bonshaw et Boggabilla où elle s'achève. 
Cette route constitue un lien important entre Ballina et Lismore et, dans une moindre mesure, entre Casino et Lismore. À Yetman la Fossickers Way rejoint la Bruxner. À Alstonville, une dérivation a été financée par le gouvernement fédéral sur des fonds du régime routier national. Au Sud de Texas, la route traverse la rivière Dumaresq. 
La Bruxner Highway croise la National Highway 15 dans le centre-ville de Tenterfield avec un carrefour très dangereux faute de visibilité. À la sortie au nord de Tenterfield vers Sunnyside les 4 premiers kilomètres de route sont de très mauvaise qualité, avec des vitesses limitées à 60km/h ou moins dans certains endroits. Après cela, la route est de bonne qualité et on y roule facilement à 100 km/h.